# Lebo Mothiba
Lebo Mothiba (Johannesburg, 28 gennaio 1996) è un calciatore sudafricano, attaccante.

## Caratteristiche tecniche
Ha iniziato a giocare da difensore centrale, diventando in un secondo momento centravanti. È soprannominato Lebotelli in onore del suo idolo, l'attaccante italiano Mario Balotelli.

## Carriera

### Club

#### Lilla e prestito al Valenciennes
Osservato dai talent scout del Lilla, nel 2014 approda nel settore giovanile dei Dogues. Nell'estate 2016 firma il primo contratto da professionista. Esordisce in prima squadra il 7 gennaio 2017 nel match di Coppa di Francia contro l'Excelsior.
Il 31 gennaio è ceduto in prestito al Valenciennes per farsi le ossa in Ligue 2. Debutta in seconda divisione il 17 marzo nella rovinosa sconfitta interna (0-4) contro il Tours. Il 7 aprile segna il suo primo gol nel 2-0 al Troyes. Chiude la stagione con 2 reti all'attivo.
Il 16 giugno 2017 viene rinnovato il suo prestito al Valenciennes. Le ottime prestazioni nella prima parte di stagione (9 gol realizzati tra campionato e Coppa di Francia) convincono il Lilla ad anticipare il suo rientro a Villeneuve-d'Ascq, prolungando il contratto fino al 2021. L'11 febbraio, in occasione del debutto da titolare in Ligue 1, va a segno nel 2-2 contro il Nantes. Il 12 maggio sigla la prima doppietta nel massimo campionato francese contro il Digione, chiudendo la seconda parte di stagione al Lilla con 5 reti.

#### Strasburgo
Il 30 agosto 2018 è acquistato dallo Strasburgo con cui firma un contratto di cinque anni. Scende in campo subito il 1º settembre nella sconfitta interna contro il Nantes. Il 15 settembre, alla seconda apparizione con lo Strasburgo, trova il primo gol nell'1-1 a Montpellier. Il 30 gennaio realizza una doppietta nel 3-2 al Bordeaux che consente allo Strasburgo di raggiungere la finale di Coupe de la Ligue.

#### Troyes
Il 27 gennaio 2022 si trasferisce a titolo temporaneo al Troyes.

### Nazionale
Ha rappresentato la nazionale sudafricana alle Olimpiadi del 2016.

## Statistiche

### Presenze e reti nei club
Statistiche aggiornate al 22 maggio 2022.
| Stagione            | Squadra             | Campionato          | Campionato | Campionato | Coppe nazionali | Coppe nazionali | Coppe nazionali | Coppe continentali | Coppe continentali | Coppe continentali | Altre coppe | Altre coppe | Altre coppe | Totale | Totale |
| Stagione            | Squadra             | Comp                | Pres       | Reti       | Comp            | Pres            | Reti            | Comp               | Pres               | Reti               | Comp        | Pres        | Reti        | Pres   | Reti   |
| ------------------- | ------------------- | ------------------- | ---------- | ---------- | --------------- | --------------- | --------------- | ------------------ | ------------------ | ------------------ | ----------- | ----------- | ----------- | ------ | ------ |
| 2016-gen. 2017      | Lilla               | L1                  | 0          | 0          | CF+CdL          | 1+0             | 0               | -                  | -                  | -                  | -           | -           | -           | 1      | 0      |
| gen.-mag. 2017      | Valenciennes        | L2                  | 9          | 2          | CF+CdL          | -               | -               | -                  | -                  | -                  | -           | -           | -           | 9      | 2      |
| 2017-gen. 2018      | Valenciennes        | L2                  | 20         | 8          | CF+CdL          | 1+3             | 0+1             | -                  | -                  | -                  | -           | -           | -           | 24     | 9      |
| Totale Valenciennes | Totale Valenciennes | Totale Valenciennes | 29         | 10         |                 | 4               | 1               |                    | -                  | -                  |             | -           | -           | 33     | 11     |
| gen.-mag. 2018      | Lilla               | L1                  | 14         | 5          | CF+CdL          | -               | -               | -                  | -                  | -                  | -           | -           | -           | 14     | 5      |
| ago. 2018           | Lilla               | L1                  | 3          | 1          | CF+CdL          | -               | -               | -                  | -                  | -                  | -           | -           | -           | 3      | 1      |
| Totale Lilla        | Totale Lilla        | Totale Lilla        | 17         | 6          |                 | 1               | 0               |                    | -                  | -                  |             | -           | -           | 18     | 6      |
| ago. 2018-2019      | Strasburgo          | L1                  | 32         | 9          | CF+CdL          | 1+3             | 0+2             | -                  | -                  | -                  | -           | -           | -           | 36     | 11     |
| 2019-2020           | Strasburgo          | L1                  | 21         | 3          | CF+CdL          | 0+0             | 0+0             | UEL                | 2                  | 0                  | -           | -           | -           | 23     | 3      |
| 2020-2021           | Strasburgo          | L1                  | 0          | 0          | CF              | 0               | 0               | -                  | -                  | -                  | -           | -           | -           | 0      | 0      |
| 2021-gen. 2022      | Strasburgo          | L1                  | 1          | 0          | CF              | 1               | 0               | -                  | -                  | -                  | -           | -           | -           | 2      | 0      |
| Totale Strasburgo   | Totale Strasburgo   | Totale Strasburgo   | 54         | 12         |                 | 2+3             | 0+2             |                    | 2                  | 0                  |             | -           | -           | 59     | 14     |
| gen.2022            | Troyes              | L1                  | 14         | 2          | CF              | 1               | 0               | -                  | -                  | -                  | -           | -           | -           | 15     | 2      |
| Totale carriera     | Totale carriera     | Totale carriera     | 114        | 30         |                 | 11              | 3               |                    | 2                  | -                  |             | -           | -           | 127    | 32     |

## Palmarès

### Competizioni nazionali
- Coppa di Lega francese: 1

Strasburgo: 2018-2019
- Campionato sudafricano: 1

Mamelodi Sundowns: 2024-2025

### Individuale
- Capocannoniere della Coupe de la Ligue: 1

2018-2019 (2 reti, alla pari con altri 15 giocatori)